# Eloi Laourou
Eloi Laourou ist ein beninischer Diplomat.

## Leben
Laourou ist Inhaber eines Doktortitels im internationalem Recht und internationalen Beziehungen. Er arbeitet seit über 30 Jahren im diplomatischen Dienst und ist der Ständige Vertreter Benins bei den Vereinten Nationen in Genf und anderen internationalen Organisationen in Genf und Wien, wie der Welthandelsorganisation. In diesem Amt war er Koordinator der Gruppe der Least Developed Countries (LDCs) in der Welthandelsorganisation und stellvertretender Vorsitzender der Arbeitsgruppe der Entwicklung der Frankophonie in Genf. Er ist auch Botschafter Benins in Österreich.
Im Jahr 2018 wurde er zum Vorsitzenden des Organs zur Überprüfung der Handelspolitiken gewählt. Nach dem Rücktritt von Robert Azevedo wurde Laorou von seinem Land als Kandidat für das Amt des Generaldirektors der Welthandelsorganisation aufgestellt, seine Kandidatur wurde jedoch später zugunsten von Nigerias Kandidatin Okonjo-Iweala zurückgezogen.